# Euphaedra comixta
Euphaedra comixta är en fjärilsart som beskrevs av Van Someren 1935. Euphaedra comixta ingår i släktet Euphaedra och familjen praktfjärilar. Inga underarter finns listade i Catalogue of Life.